# میامی (فیلم ۱۹۲۴)
«میامی» (انگلیسی: Miami (1924 film)) فیلمی در ژانر درام به کارگردانی آلن کراسلند است که در سال ۱۹۲۴ منتشر شد. از بازیگران آن می‌توان به بتی کامپسن و هدا هاپر اشاره کرد.